# Vladimir di Bulgaria
Vladimir di Bulgaria (in bulgaro Владимир-Расате?, Vladimir-Rasate) (fl. IX secolo) è stato un sovrano bulgaro tra l'889 e l'893.

## Regno
Ascese al trono dopo che il padre, knjaz Boris I, decise di ritirarsi in monastero.
Il nuovo sovrano assunse una politica conservatrice e tradizionalista, facendosi campione della fede pagana tradizionale bulgara contro i sostenitori del cristianesimo che, sotto il padre, avevano acquisito potere.
Sotto il suo regno vennero perseguitati i non pagani e distrusse numerose chiese.
Per questo motivo venne deposto dal padre, che aveva conservato un significativo potere in Bulgaria, e sostituito dal fratello minore Simeone, terzogenito del re.
La sua politica filopagana gli attirò l'antipatia dei cronisti cristiani, che lo descrissero in modo poco lusinghiero. Vladimir è stato accecato da Boris e venne rinchiuso in una torre.